# CLUBときめきメモリアル
CLUBときめきメモリアル（クラブときめきメモリアル）は、文化放送系で1997年4月11日から1998年4月3日の間に放送されたラジオ番組。『もっと!ときめきメモリアル』の後継番組にあたりパーソナリティは前番組と同じく丹下桜が担当した。

## 概要
前番組と同じくリスナーのはがき等を紹介するトーク部分と、『ときめきメモリアル』のラジオドラマの30分構成。ドラマ部分はゲーム『ときめきメモリアル ドラマシリーズ vol.1 虹色の青春』を題材としたラジオドラマであり、パーソナリティである丹下桜も後輩のサッカー部マネージャー「秋穂みのり」役として登場している。
決め台詞は「桜と一緒に、ときめくハートをキャッチアップ」。

## テーマ曲
オープニング
※当時は藤崎詩織バーチャルアイドル化計画の真っ最中でありオープニングテーマはその時の名義で発売されたシングルの楽曲であった。
1. 教えてMr.Sky
作詞：森雪之丞、作曲：財津和夫、編曲：根岸貴幸、歌：藤崎詩織
2. 終わらないメモリー
作詞・作曲：小比類巻かほる、編曲：根岸貴幸、歌：藤崎詩織
3. もう一度キスしよう
作詞：サンプラザ中野、作曲・編曲：西脇辰弥、歌：藤崎詩織

エンディング
1. MAKE YOU SMILE
作詞：丹下桜、作曲：ながつきまろん、編曲：亀田誠治、歌：丹下桜
2. 2色だけのパレット
作詞・作曲：宮島律子、編曲：田辺恵二、歌：丹下桜
3. もしも私が天使だったら
作詞：岸恭子、作曲：馬場一嘉、編曲：S://Bros・馬場一嘉、歌：館林見晴 with S://Bros
4. CATCH UP DREAM
作詞：丹下桜、作曲：ながつきまろん、編曲：水島康貴、歌：丹下桜

## ラジオドラマCD
- ときめきメモリアル 虹色の青春 forever Vol.1 (1998/1/21 KICA-7841)
- ときめきメモリアル 虹色の青春 forever Vol.2 (1998/2/21 KICA-7842)
- ときめきメモリアル 虹色の青春 forever Vol.3 (1998/3/27 KICA-7843)
- ときめきメモリアル 虹色の青春 forever Vol.4 (1998/4/24 KICA-7844)
- ときめきメモリアル 虹色の青春 forever Vol.5 (1998/5/22 KICA-7845)

## 放送局
放送時間は日本標準時（JST）に合わせる
- 文化放送 - 金曜24:00 - 24:30（土曜0:00 - 0:30）
- ラジオ大阪 - 日曜24:30 - 25:00（月曜0:30 - 1:00）
- 山形放送 - 不明
- 中国放送 - 木曜23:00 - 23:30